# America (sång)
America är en sång från musikalen West Side Story 1957 med musik av Leonard Bernstein och sångtexter av Stephen Sondheim. Den existerar i två versioner: dels originalversionen som sjungs av flickorna ur gänget Sharks i pjäsen, dels filmversionen som sjungs av karaktärerna Anita och Bernardo. Båda versionerna innehåller dock den kända refrängen:
I like to be in America
O.K. by me in America
Everything's free in America
For a small fee in America
Texten handlar om vad de till USA nyinflyttade puertoricanerna i pjäsen anser om det amerikanska samhället. Det råder delade meningar inom gruppen. Vissa vill åka tillbaka till San Juan medan andra hånar dem ("vad kan du sakna i den stan?" uttrycks det i en svensk översättning) och menar att allt är mycket bättre i "Amerika".